# Jocelyn
Jocelyn es un municipio canadiense situado en la provincia de Ontario.

## Superficie
Jocelyn tiene una superficie de 130,43 km².

## Demografía
En 2021, tenía 314 habitantes, una densidad poblacional de 2,4 hab./km², y 360 viviendas.